# Novi Kovna, Sofiivka
Novi Kovna (în ucraineană Нові Ковна) este un sat în comuna Novovasîlivka din raionul Sofiivka, regiunea Dnipropetrovsk, Ucraina.

## Demografie
Componența lingvistică a localității Novi Kovna
     Ucraineană (94,57%)
     Rusă (4,35%)
     Română (1,09%)
Conform recensământului din 2001, majoritatea populației localității Novi Kovna era vorbitoare de ucraineană (94,57%), existând în minoritate și vorbitori de rusă (4,35%) și română (1,09%).